# Kościół Apostoła Mateusza w Ustroniu-Polanie
Kościół Apostoła Mateusza w Ustroniu-Polanie – kościół ewangelicko-augsburski w Ustroniu, w województwie śląskim w Polsce. Położony jest na osiedlu Polana. Należy do parafii ewangelicko-augsburskiej w Ustroniu i stanowi świątynię dla jej filiału Ustroń-Polana, który w 2018 liczył 370 wiernych.
Kaplica ewangelicka w Polanie została wybudowana z inicjatywy miejscowych wiernych w latach 1979-1983 według projektu inż. Gasia z Cieszyna, na działce przekazanej parafii w 1975 na drodze darowizny przez rodzinę Gogółka. Uroczystość poświęcenia obiektu przez biskupa Janusza Narzyńskiego oraz ks. seniora Jana Szarka miała miejsce 9 października 1983. W 1997 kaplica została przebudowana na kościół.
Kościół jest budynkiem dwukondygnacyjnym, bez piwnicy. Kubatura obiektu to 1484 m³, świątynia posiada 307 m² powierzchni użytkowej.
Nabożeństwa w kościele odbywają się w każdą niedzielę i w święta.